# Estação Ferroviária de Carviçais

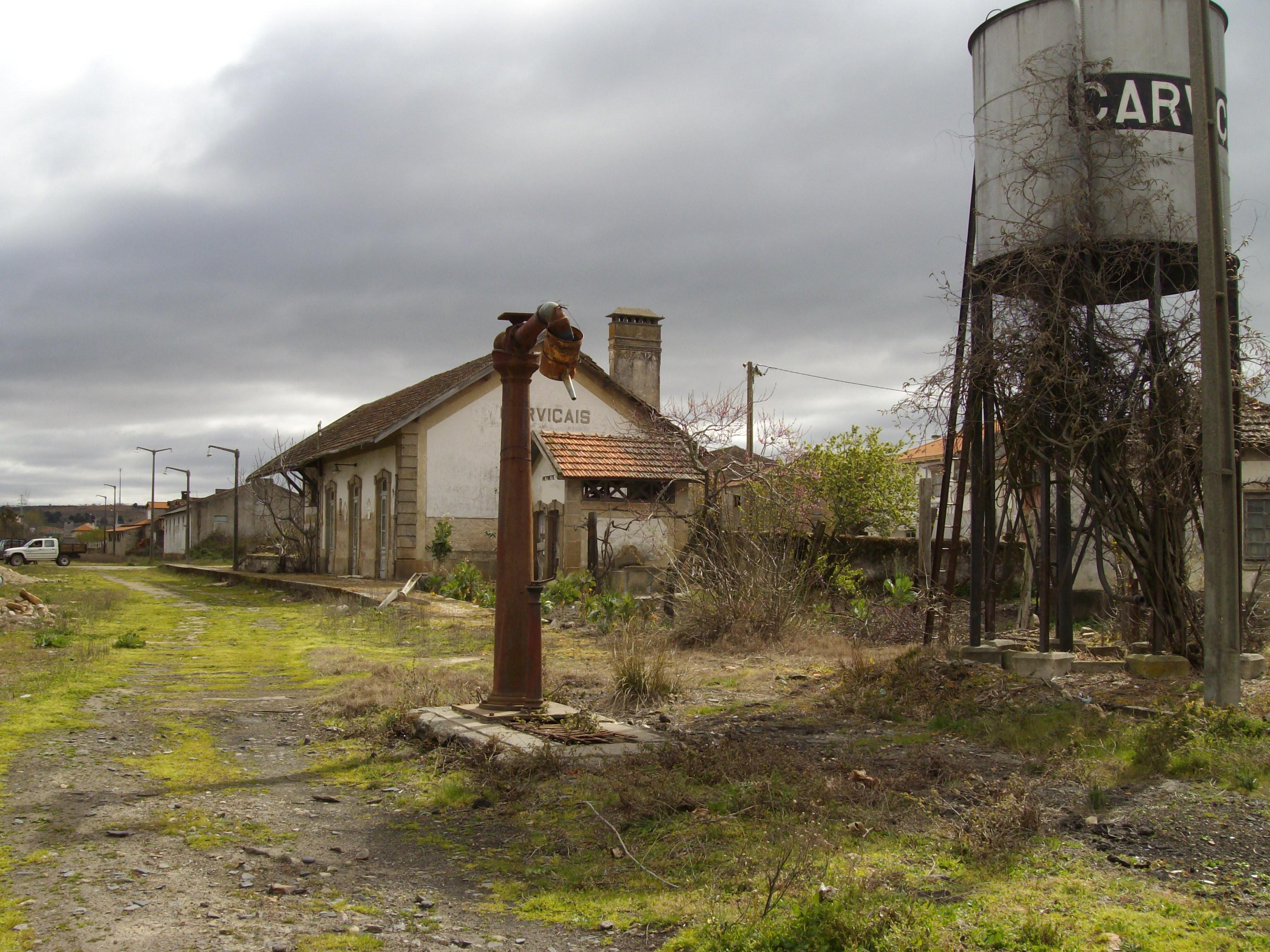
Vestígios da antiga estação de Carviçais, em 2008.

A Estação Ferroviária de Carviçais, originalmente denominada de Carviçaes, foi uma estação da Linha do Sabor, que servia a localidade de Carviçais, no Município de Torre de Moncorvo, em Portugal.

## Infraestrutura
A estação de Carviçais possuía, além do edifício principal para uso dos passageiros (que se situava do lado sudeste da via), um armazém para mercadorias. Possuía ainda um triângulo ferroviário, destinado às operações de inversão das locomotivas. Vestígios desta instalação são ainda visíveis em fotografia aérea, a norte da via, cerca de 100 m a leste do edifício principal.[carece de fontes?] Próximo da estação, à margem da via, situava-se um celeiro da Federação Nacional de Produtores de Trigo (FNPT).[carece de fontes?]

## História

### Inauguração
O lanço entre o Pocinho e Carviçais entrou ao serviço em 17 de Setembro de 1911, tendo sido a primeira parte desta linha a ser aberta.

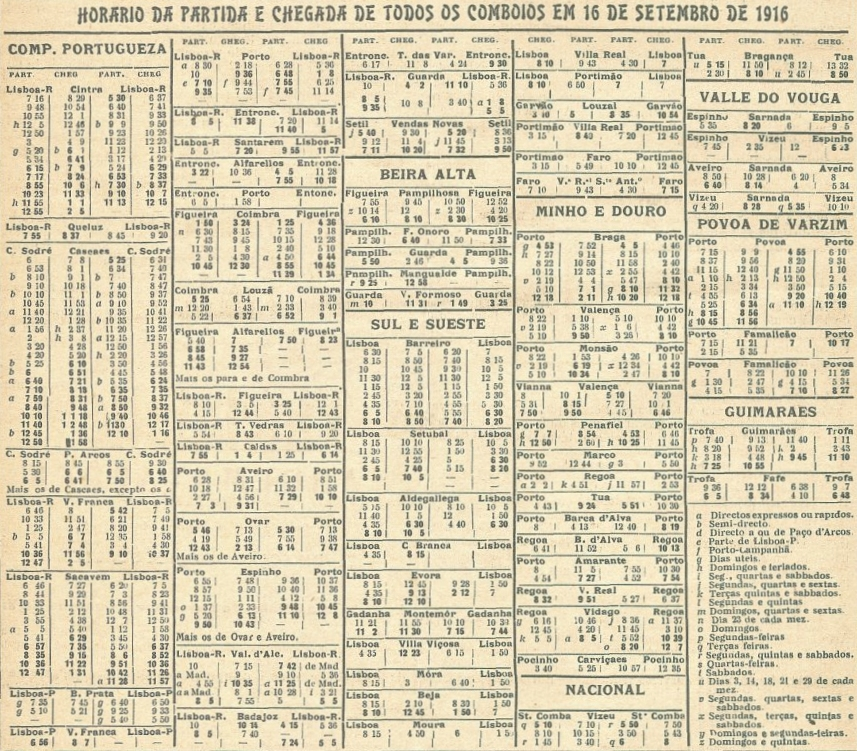
Neste horário de 1916, a estação surgia ainda com o nome de Carviçaes.

### Prolongamento até Lagoaça e expansão da estação
Em Julho de 1926, já se previa que brevemente a linha iria ser continuada a partir de Carviçais. Com efeito, o lanço seguinte, até Lagoaça, foi aberto em 6 de Julho de 1927.
Em 1933, o Ministro das Obras Públicas e Comunicações aprovou um parecer da Direcção Geral de Caminhos de Ferro, que se referia à escolha de um terreno, junto a esta estação, para a instalação de oficinas de reparação de material circulante. Para este empreendimento, foram destinados, entre 1931 e 1932, 600 mil escudos.

### Encerramento
A linha foi encerrada em 1988.